# Пак Хе Чон
Пак Хе Чон (кор. 박혜정; род. 12 марта 2003) — южнокорейская тяжелоатлетка, серебряный призёр летних олимпийских игр 2024 года, чемпионка мира 2023 года, чемпионка Азии 2024 года, чемпионка Азиатских игр 2022 года. Участница летних Олимпийских игр 2024 года

## Карьера
В 2023 году в Ханчжоу приняла участие в соревнованиях Азиатских игр, где в категории свыше 87 кг завоевала золотую медаль.
На предолимпийском чемпионате мира 2023 года, который проходил в Саудовской Аравии, корейская спортсменка завоевала титул чемпионки мира в весовой категории свыше 87 кг. Общий вес на штанге был зафиксирован на отметке 289 кг.
На чемпионате Азии 2024 года в Ташкенте в категории свыше 87 кг она стала чемпионкой континента по сумме двух упражнений с результатом 293 кг.
На летних Олимпийских играх 2024 года Пак выступала в весовой категории свыше 81 кг среди женщин и завоевала серебряную медаль.
На чемпионате мира 2024 года, который состоялся в Бахрейне, корейская спортсменка завоевала серебряную медаль в категории свыше 87 кг с результатом 295 кг по сумме двух упражнений. В отдельных упражнениях она также завоевала две малые серебряные медали.

## Основные результаты
| Год  | Соревнование     | Место проведения | Весовая категория | Рывок  | Толчок | Сумма двоеборья | Место |
| 2023 | Чемпионат мира   | Эр-Рияд          | свыше 87 кг       | 124 кг | 165 кг | 289 кг          | 1     |
| 2024 | Чемпионат Азии   | Ташкент          | свыше 87 кг       | 128 кг | 165 кг | 293 кг          | 1     |
| 2024 | Олимпийские игры | Париж            | свыше 81 кг       | 131 кг | 168 кг | 299 кг          | 2     |
| 2024 | Чемпионат мира   | Манама           | свыше 87 кг       | 124 кг | 171 кг | 295 кг          | 2     |